# Hieracium limitaneum
Hieracium limitaneum là một loài thực vật có hoa trong họ Cúc. Loài này được (Johanss.) T.Tyler mô tả khoa học đầu tiên năm 2005.